# Comercial Sport Club
O Comercial Sport Club, conhecido como Comercial de Castelo, é um clube de futebol brasileiro de Castelo no Espírito Santo. No futebol feminino é tricampeão capixaba. Nas sete primeiras edições do Campeonato Capixaba Feminino o Comercial terminou entre as três melhores colocações atingindo a final em cinco ocasiões.

## História
Foi fundado em 20 de março de 1927. Em 1936 foi campeão da Divisão Sul garantindo vaga na disputa do Campeonato Estadual onde foi vice-campeão contra o Rio Branco-ES, campeão citadino de Vitória.
Em 2011, o Comercial vence o Vila Nova-ES por 4 a 0 na final, após o empate em 2 a 2 na partida de ida, conquistando seu primeiro título no futebol feminino, a primeira edição da Copa Espírito Santo Feminina, além da vaga inédita na Copa do Brasil de Futebol Feminino do ano seguinte.
Na estreia em competições nacionais, o Comercial é goleado por 4 a 0 pelo São José-SP de São Paulo no Estádio Emílio Nemer em Castelo. Por ter perdido em casa no jogo de ida por diferença de pelo menos três gols, o clube foi eliminado da Copa do Brasil de Feminino de 2012.
Após sofrerem derrota de 5 a 2 para o time do Unesc de Colatina no jogo de ida da final do Campeonato Capixaba Feminino de 2012, o Comercial goleia por 4 a 0 no jogo da volta realizado no Estádio Emílio Nemer e conquista o primeiro título de campeão capixaba de sua história e a vaga na Copa do Brasil Feminina de 2013.
Na Copa do Brasil de Feminino de 2013, o Comercial empata em 0 a 0 com o Foz Cataratas no Estádio Pedro Basso em Foz do Iguaçu, Paraná, porém é eliminado da competição por ter perdido o jogo em casa por 1 a 0.
No Estádio Independência em Castelo, Comercial vence o Projeto SELC por 3 a 0 no segundo jogo da final do Campeonato Capixaba Feminino de 2013 e conquista o bicampeonato estadual invicto.
Em 2013 conquista o direito de participar da Copa do Brasil de Feminino de 2014 ao conquistar o título da Copa dos Campeões do Espírito Santo contra o time do Projeto SELC, campeão da Copa Espírito Santo de 2013. Na Copa do Brasil de 2014, o Comercial é goleado por 5 a 1 pelo Vasco da Gama no Estádio Emílio Nemer com gol de honra da meia atacante Lane, o primeiro gol em competições nacionais do clube. Por ter perdido em casa no jogo de ida por diferença de pelo menos três gols, o Comercial é eliminado mais uma vez na primeira fase da competição.
No Campeonato Capixaba Feminino de 2014 o Comercial conquista o tricampeonato consecutivo contra o Vila Nova com placar agregado de 4 a 3 na final. O time conquista pela quarta vez seguida a vaga na Copa do Brasil Feminina.
Na Copa do Brasil de Feminino de 2015, o Comercial perde em casa por 3 a 0 pelo Kindermann de Santa Catarina, futuro campeão da competição. Por ter perdido no jogo de ida por diferença de pelo menos três gols, o clube o Comercial pelo quarto ano consecutivo é eliminado na primeira fase da competição.
No primeiro jogo da final do Campeonato Capixaba Feminino de 2016 empata em 1 a 1 com o Vila Nova em Castelo.
No jogo de volta o Comercial é derrotado pelo Vila Nova por 1 a 0 no Estádio Gil Bernardes da Silveira em Vila Velha e termina com o vice-campeonato.
Depois de participar de todas edições do Campeonato Capixaba Feminino, o Comercial não participa do campeonato em 2017.

## Títulos
Título Invicto
Feminino
| ESTADUAIS               | ESTADUAIS                           | ESTADUAIS | ESTADUAIS        |
|                         | Competição                          | Títulos   | Temporadas       |
| ----------------------- | ----------------------------------- | --------- | ---------------- |
| Espírito Santo (estado) | Campeonato Capixaba                 | 3         | 2012, 2013, 2014 |
| Espírito Santo (estado) | Copa Espírito Santo                 | 1         | 2011             |
| Espírito Santo (estado) | Copa dos Campeões do Espírito Santo | 1         | 2013             |

## Campanhas de destaque
Masculino
- Vice-campeão Capixaba: 1936, 1949

Feminino
- Vice-campeão Capixaba: 2 (2010, 2016)
- Vice-campeão da Copa Espírito Santo: 2013

## Retrospecto em competições nacionais
Feminino
 Última atualização: Copa do Brasil de 2015.
| Competição | Competição     | Temporadas | Títulos | Pts. | J | V | E | D | GP | GC |
| ---------- | -------------- | ---------- | ------- | ---- | - | - | - | - | -- | -- |
| Brasil     | Copa do Brasil | 4          | –       | 1    | 5 | 0 | 1 | 4 | 1  | 13 |

 Pts Pontos obtidos, J Jogos, V Vitórias, E Empates, D Derrotas, GP Gols Pró e GC Gols Contra